# Sharjah Tour 2018
La 6.ª edición del Sharjah Tour se corrió entre el 24 al 27 de enero de 2018. El recorrido consistió de un total de 4 etapas sobre una distancia total de 377,56 km.
La carrera formó parte del circuito UCI Asia Tour 2018 dentro de la categoría 2.1 y fue ganada por el ciclista español Javi Moreno Bazán del equipo de categoría Profesional Continental el Delko Marseille Provence KTM.

## Equipos
Tomaron la partida un total de 19 equipos, de los cuales 4 fueron de categoría Profesional Continental, 7 Continental, 5 selecciones nacionales y 3 equipos regionales y de clubes, quienes conformaron un pelotón de 110 ciclistas de los cuales terminaron 101.
| Equipos continentales profesionales (4)- Vital Concept - Wilier Triestina-Selle Italia - Delko-Marseille Provence-KTM - Vérandas Willems-Crelan Equipos continentales (10)- Sharjah Team - Synergy Baku Project - Kinan Cycling Team - Vino-Astana Motors - Bike Aid - Sovac-Natura4Ever - Minsk Cycling Club - Interpro Stradalli - Terengganu Cycling Team - VIB Sports Equipos nacionales (5)- Uzbekistán - Sudáfrica - Japón - Emiratos Árabes Unidos - Arabia Saudí |
| |

## Etapas
| Etapa     | Fecha     | Recorrido     | type                    | Distancia (km) | Ganador         | Líder             |
| --------- | --------- | ------------- | ----------------------- | -------------- | --------------- | ----------------- |
| 1.ª etapa | 24 de ene | Sarja – Sarja | contrarreloj individual | 10,2           | Julien Morice   | Julien Morice     |
| 2.ª etapa | 25 de ene | Sarja – Sarja | etapa llana             | 151,56         | Jakub Mareczko  | Julien Morice     |
| 3.ª etapa | 26 de ene | Dibba – Sarja | etapa de montaña        | 116,7          | Salim Kipkemboi | Javi Moreno Bazán |
| 4.ª etapa | 27 de ene | Sarja – Sarja | etapa llana             | 99,1           | Jakub Mareczko  | Javi Moreno Bazán |

## Desarrollo de la carrera

### 1.ª etapa
| Sarja - Sarja | contrarreloj individual | (10,2 km) |

| \| Clasificación de la etapa \| Clasificación de la etapa \| Clasificación de la etapa \| Clasificación de la etapa \| Clasificación de la etapa \| \| Ciclista \| Ciclista \| Equipo \| Tiempo \| \| \| ------------------------- \| ------------------------- \| ----------------------------- \| ------------------------- \| ------------------------- \| \| 1.º \| Julien Morice \| Vital Concept \| 12 min 48 s \| \| \| 2.º \| Gaëtan Bille \| Sovac-Natura4Ever \| + 2 s \| \| \| 3.º \| Kris Boeckmans \| Vital Concept \| + 4 s \| \| \| 4.º \| Elias Van Breussegem \| Verandas Willems-Crelan \| + 4 s \| \| \| 5.º \| Marco Coledan \| Wilier Triestina-Selle Italia \| + 5 s \| \| \| 6.º \| Michael Goolaerts \| Verandas Willems-Crelan \| + 6 s \| \| \| 7.º \| Nikolay Mihaylov \| Delko-Marseille Provence-KTM \| + 12 s \| \| \| 8.º \| Javi Moreno Bazán \| Delko-Marseille Provence-KTM \| + 18 s \| \| \| 9.º \| Oleksandr Golovash \| Sharjah Team \| + 19 s \| \| \| 10.º \| Bryan Coquard \| Vital Concept \| + 20 s \| \| |                      |                               |             |
| |                      |                               |             |
| Fuente: ProCyclingStats |                      |                               |             |
| Clasificación de la etapa |                      |                               |             |
| Ciclista | Ciclista             | Equipo                        | Tiempo      |
| 1.º | Julien Morice        | Vital Concept                 | 12 min 48 s |
| 2.º | Gaëtan Bille         | Sovac-Natura4Ever             | + 2 s       |
| 3.º | Kris Boeckmans       | Vital Concept                 | + 4 s       |
| 4.º | Elias Van Breussegem | Verandas Willems-Crelan       | + 4 s       |
| 5.º | Marco Coledan        | Wilier Triestina-Selle Italia | + 5 s       |
| 6.º | Michael Goolaerts    | Verandas Willems-Crelan       | + 6 s       |
| 7.º | Nikolay Mihaylov     | Delko-Marseille Provence-KTM  | + 12 s      |
| 8.º | Javi Moreno Bazán    | Delko-Marseille Provence-KTM  | + 18 s      |
| 9.º | Oleksandr Golovash   | Sharjah Team                  | + 19 s      |
| 10.º | Bryan Coquard        | Vital Concept                 | + 20 s      |

| \| Clasificación general \| Clasificación general \| Clasificación general \| Clasificación general \| Clasificación general \| \| Ciclista \| Ciclista \| Equipo \| Tiempo \| \| \| --------------------- \| --------------------- \| ----------------------------- \| --------------------- \| --------------------- \| \| 1.º \| Julien Morice \| Vital Concept \| 12 min 48 s \| \| \| 2.º \| Gaëtan Bille \| Sovac-Natura4Ever \| + 2 s \| \| \| 3.º \| Kris Boeckmans \| Vital Concept \| + 4 s \| \| \| 4.º \| Elias Van Breussegem \| Verandas Willems-Crelan \| + 4 s \| \| \| 5.º \| Marco Coledan \| Wilier Triestina-Selle Italia \| + 5 s \| \| \| 6.º \| Michael Goolaerts \| Verandas Willems-Crelan \| + 6 s \| \| \| 7.º \| Nikolay Mihaylov \| Delko-Marseille Provence-KTM \| + 12 s \| \| \| 8.º \| Javi Moreno Bazán \| Delko-Marseille Provence-KTM \| + 18 s \| \| \| 9.º \| Oleksandr Golovash \| Sharjah Team \| + 19 s \| \| \| 10.º \| Bryan Coquard \| Vital Concept \| + 20 s \| \| |                      |                               |             |
| |                      |                               |             |
| Fuente: ProCyclingStats |                      |                               |             |
| Clasificación general |                      |                               |             |
| Ciclista | Ciclista             | Equipo                        | Tiempo      |
| 1.º | Julien Morice        | Vital Concept                 | 12 min 48 s |
| 2.º | Gaëtan Bille         | Sovac-Natura4Ever             | + 2 s       |
| 3.º | Kris Boeckmans       | Vital Concept                 | + 4 s       |
| 4.º | Elias Van Breussegem | Verandas Willems-Crelan       | + 4 s       |
| 5.º | Marco Coledan        | Wilier Triestina-Selle Italia | + 5 s       |
| 6.º | Michael Goolaerts    | Verandas Willems-Crelan       | + 6 s       |
| 7.º | Nikolay Mihaylov     | Delko-Marseille Provence-KTM  | + 12 s      |
| 8.º | Javi Moreno Bazán    | Delko-Marseille Provence-KTM  | + 18 s      |
| 9.º | Oleksandr Golovash   | Sharjah Team                  | + 19 s      |
| 10.º | Bryan Coquard        | Vital Concept                 | + 20 s      |

### 2.ª etapa
| Sarja - Sarja | etapa llana | (151,56 km) |

| \| Clasificación de la etapa \| Clasificación de la etapa \| Clasificación de la etapa \| Clasificación de la etapa \| Clasificación de la etapa \| \| Ciclista \| Ciclista \| Equipo \| Tiempo \| \| \| ------------------------- \| ------------------------- \| ----------------------------- \| ------------------------- \| ------------------------- \| \| 1.º \| Jakub Mareczko \| Wilier Triestina-Selle Italia \| 3 h 32 min 33 s \| \| \| 2.º \| Bryan Coquard \| Vital Concept \| + 0 s \| \| \| 3.º \| Mohd Harrif Saleh \| Terengganu Cycling Team \| + 0 s \| \| \| 4.º \| Luca Pacioni \| Wilier Triestina-Selle Italia \| + 0 s \| \| \| 5.º \| Robin Stenuit \| Sovac-Natura4Ever \| + 0 s \| \| \| 6.º \| Jérémy Leveau \| Delko-Marseille Provence-KTM \| + 0 s \| \| \| 7.º \| Tatsuki Amagoi \| Kinan Cycling Team \| + 0 s \| \| \| 8.º \| Michael Goolaerts \| Verandas Willems-Crelan \| + 0 s \| \| \| 9.º \| Yasuharu Nakajima \| Kinan Cycling Team \| + 0 s \| \| \| 10.º \| Ryan Harris \| Sudáfrica \| + 0 s \| \| |                   |                               |                 |
| |                   |                               |                 |
| Fuente: ProCyclingStats |                   |                               |                 |
| Clasificación de la etapa |                   |                               |                 |
| Ciclista | Ciclista          | Equipo                        | Tiempo          |
| 1.º | Jakub Mareczko    | Wilier Triestina-Selle Italia | 3 h 32 min 33 s |
| 2.º | Bryan Coquard     | Vital Concept                 | + 0 s           |
| 3.º | Mohd Harrif Saleh | Terengganu Cycling Team       | + 0 s           |
| 4.º | Luca Pacioni      | Wilier Triestina-Selle Italia | + 0 s           |
| 5.º | Robin Stenuit     | Sovac-Natura4Ever             | + 0 s           |
| 6.º | Jérémy Leveau     | Delko-Marseille Provence-KTM  | + 0 s           |
| 7.º | Tatsuki Amagoi    | Kinan Cycling Team            | + 0 s           |
| 8.º | Michael Goolaerts | Verandas Willems-Crelan       | + 0 s           |
| 9.º | Yasuharu Nakajima | Kinan Cycling Team            | + 0 s           |
| 10.º | Ryan Harris       | Sudáfrica                     | + 0 s           |

| \| Clasificación general \| Clasificación general \| Clasificación general \| Clasificación general \| Clasificación general \| \| Ciclista \| Ciclista \| Equipo \| Tiempo \| \| \| --------------------- \| --------------------- \| ----------------------------- \| --------------------- \| --------------------- \| \| 1.º \| Julien Morice \| Vital Concept \| 3 h 45 min 21 s \| \| \| 2.º \| Gaëtan Bille \| Sovac-Natura4Ever \| + 2 s \| \| \| 3.º \| Kris Boeckmans \| Vital Concept \| + 4 s \| \| \| 4.º \| Elias Van Breussegem \| Verandas Willems-Crelan \| + 4 s \| \| \| 5.º \| Marco Coledan \| Wilier Triestina-Selle Italia \| + 5 s \| \| \| 6.º \| Michael Goolaerts \| Verandas Willems-Crelan \| + 6 s \| \| \| 7.º \| Nikolay Mihaylov \| Delko-Marseille Provence-KTM \| + 12 s \| \| \| 8.º \| Bryan Coquard \| Vital Concept \| + 14 s \| \| \| 9.º \| Javi Moreno Bazán \| Delko-Marseille Provence-KTM \| + 18 s \| \| \| 10.º \| Oleksandr Golovash \| Sharjah Team \| + 19 s \| \| |                      |                               |                 |
| |                      |                               |                 |
| Fuente: ProCyclingStats |                      |                               |                 |
| Clasificación general |                      |                               |                 |
| Ciclista | Ciclista             | Equipo                        | Tiempo          |
| 1.º | Julien Morice        | Vital Concept                 | 3 h 45 min 21 s |
| 2.º | Gaëtan Bille         | Sovac-Natura4Ever             | + 2 s           |
| 3.º | Kris Boeckmans       | Vital Concept                 | + 4 s           |
| 4.º | Elias Van Breussegem | Verandas Willems-Crelan       | + 4 s           |
| 5.º | Marco Coledan        | Wilier Triestina-Selle Italia | + 5 s           |
| 6.º | Michael Goolaerts    | Verandas Willems-Crelan       | + 6 s           |
| 7.º | Nikolay Mihaylov     | Delko-Marseille Provence-KTM  | + 12 s          |
| 8.º | Bryan Coquard        | Vital Concept                 | + 14 s          |
| 9.º | Javi Moreno Bazán    | Delko-Marseille Provence-KTM  | + 18 s          |
| 10.º | Oleksandr Golovash   | Sharjah Team                  | + 19 s          |

### 3.ª etapa
| Dibba - Sarja | etapa de montaña | (116,7 km) |

| \| Clasificación de la etapa \| Clasificación de la etapa \| Clasificación de la etapa \| Clasificación de la etapa \| Clasificación de la etapa \| \| Ciclista \| Ciclista \| Equipo \| Tiempo \| \| \| ------------------------- \| ------------------------- \| ---------------------------- \| ------------------------- \| ------------------------- \| \| 1.º \| Salim Kipkemboi \| Bike Aid \| 2 h 59 min 52 s \| \| \| 2.º \| Thomas Lebas \| Kinan Cycling Team \| + 0 s \| \| \| 3.º \| Javi Moreno Bazán \| Delko-Marseille Provence-KTM \| + 0 s \| \| \| 4.º \| Davide Rebellin \| Sovac-Natura4Ever \| + 0 s \| \| \| 5.º \| Eddie van Heerden \| Sudáfrica \| + 25 s \| \| \| 6.º \| Nikolay Mihaylov \| Delko-Marseille Provence-KTM \| + 37 s \| \| \| 7.º \| Jai Crawford \| Kinan Cycling Team \| + 37 s \| \| \| 8.º \| Suleiman Kangangi \| Bike Aid \| + 37 s \| \| \| 9.º \| Delio Fernández \| Delko-Marseille Provence-KTM \| + 37 s \| \| \| 10.º \| Gabriel Reguero \| VIB Sports \| + 37 s \| \| |                   |                              |                 |
| |                   |                              |                 |
| Fuente: ProCyclingStats |                   |                              |                 |
| Clasificación de la etapa |                   |                              |                 |
| Ciclista | Ciclista          | Equipo                       | Tiempo          |
| 1.º | Salim Kipkemboi   | Bike Aid                     | 2 h 59 min 52 s |
| 2.º | Thomas Lebas      | Kinan Cycling Team           | + 0 s           |
| 3.º | Javi Moreno Bazán | Delko-Marseille Provence-KTM | + 0 s           |
| 4.º | Davide Rebellin   | Sovac-Natura4Ever            | + 0 s           |
| 5.º | Eddie van Heerden | Sudáfrica                    | + 25 s          |
| 6.º | Nikolay Mihaylov  | Delko-Marseille Provence-KTM | + 37 s          |
| 7.º | Jai Crawford      | Kinan Cycling Team           | + 37 s          |
| 8.º | Suleiman Kangangi | Bike Aid                     | + 37 s          |
| 9.º | Delio Fernández   | Delko-Marseille Provence-KTM | + 37 s          |
| 10.º | Gabriel Reguero   | VIB Sports                   | + 37 s          |

| \| Clasificación general \| Clasificación general \| Clasificación general \| Clasificación general \| Clasificación general \| \| Ciclista \| Ciclista \| Equipo \| Tiempo \| \| \| --------------------- \| --------------------- \| ---------------------------- \| --------------------- \| --------------------- \| \| 1.º \| Javi Moreno Bazán \| Delko-Marseille Provence-KTM \| 6 h 45 min 27 s \| \| \| 2.º \| Thomas Lebas \| Kinan Cycling Team \| + 23 s \| \| \| 3.º \| Nikolay Mihaylov \| Delko-Marseille Provence-KTM \| + 35 s \| \| \| 4.º \| Salim Kipkemboi \| Bike Aid \| + 38 s \| \| \| 5.º \| Eddie van Heerden \| Sudáfrica \| + 49 s \| \| \| 6.º \| Quentin Pacher \| Vital Concept \| + 53 s \| \| \| 7.º \| Delio Fernández \| Delko-Marseille Provence-KTM \| + 55 s \| \| \| 8.º \| Davide Rebellin \| Sovac-Natura4Ever \| + 58 s \| \| \| 9.º \| Elias Van Breussegem \| Verandas Willems-Crelan \| + 1 min 00 s \| \| \| 10.º \| Gabriel Reguero \| VIB Sports \| + 1 min 01 s \| \| |                      |                              |                 |
| |                      |                              |                 |
| Fuente: ProCyclingStats |                      |                              |                 |
| Clasificación general |                      |                              |                 |
| Ciclista | Ciclista             | Equipo                       | Tiempo          |
| 1.º | Javi Moreno Bazán    | Delko-Marseille Provence-KTM | 6 h 45 min 27 s |
| 2.º | Thomas Lebas         | Kinan Cycling Team           | + 23 s          |
| 3.º | Nikolay Mihaylov     | Delko-Marseille Provence-KTM | + 35 s          |
| 4.º | Salim Kipkemboi      | Bike Aid                     | + 38 s          |
| 5.º | Eddie van Heerden    | Sudáfrica                    | + 49 s          |
| 6.º | Quentin Pacher       | Vital Concept                | + 53 s          |
| 7.º | Delio Fernández      | Delko-Marseille Provence-KTM | + 55 s          |
| 8.º | Davide Rebellin      | Sovac-Natura4Ever            | + 58 s          |
| 9.º | Elias Van Breussegem | Verandas Willems-Crelan      | + 1 min 00 s    |
| 10.º | Gabriel Reguero      | VIB Sports                   | + 1 min 01 s    |

### 4.ª etapa
| Sarja - Sarja | etapa llana | (99,1 km) |

| \| Clasificación de la etapa \| Clasificación de la etapa \| Clasificación de la etapa \| Clasificación de la etapa \| Clasificación de la etapa \| \| Ciclista \| Ciclista \| Equipo \| Tiempo \| \| \| ------------------------- \| ------------------------- \| ----------------------------- \| ------------------------- \| ------------------------- \| \| 1.º \| Jakub Mareczko \| Wilier Triestina-Selle Italia \| 2 h 06 min 45 s \| \| \| 2.º \| Bryan Coquard \| Vital Concept \| + 0 s \| \| \| 3.º \| Aidis Kruopis \| Verandas Willems-Crelan \| + 0 s \| \| \| 4.º \| Mohd Harrif Saleh \| Terengganu Cycling Team \| + 0 s \| \| \| 5.º \| Michael Goolaerts \| Verandas Willems-Crelan \| + 0 s \| \| \| 6.º \| Luca Pacioni \| Wilier Triestina-Selle Italia \| + 0 s \| \| \| 7.º \| Ken-Levi Eikeland \| Interpro Stradalli \| + 0 s \| \| \| 8.º \| Mounir Makhchoun \| VIB Sports \| + 0 s \| \| \| 9.º \| Lucas Carstensen \| Bike Aid \| + 0 s \| \| \| 10.º \| Irwandie Lakasek \| Terengganu Cycling Team \| + 0 s \| \| |                   |                               |                 |
| |                   |                               |                 |
| Fuente: ProCyclingStats |                   |                               |                 |
| Clasificación de la etapa |                   |                               |                 |
| Ciclista | Ciclista          | Equipo                        | Tiempo          |
| 1.º | Jakub Mareczko    | Wilier Triestina-Selle Italia | 2 h 06 min 45 s |
| 2.º | Bryan Coquard     | Vital Concept                 | + 0 s           |
| 3.º | Aidis Kruopis     | Verandas Willems-Crelan       | + 0 s           |
| 4.º | Mohd Harrif Saleh | Terengganu Cycling Team       | + 0 s           |
| 5.º | Michael Goolaerts | Verandas Willems-Crelan       | + 0 s           |
| 6.º | Luca Pacioni      | Wilier Triestina-Selle Italia | + 0 s           |
| 7.º | Ken-Levi Eikeland | Interpro Stradalli            | + 0 s           |
| 8.º | Mounir Makhchoun  | VIB Sports                    | + 0 s           |
| 9.º | Lucas Carstensen  | Bike Aid                      | + 0 s           |
| 10.º | Irwandie Lakasek  | Terengganu Cycling Team       | + 0 s           |

## Clasificaciones finales
Las clasificaciones finalizaron de la siguiente forma:

### Clasificación general
| \| Clasificación general \| Clasificación general \| Clasificación general \| Clasificación general \| Clasificación general \| \| Ciclista \| Ciclista \| Equipo \| Tiempo \| \| \| --------------------- \| --------------------- \| ---------------------------- \| --------------------- \| --------------------- \| \| 1.º \| Javi Moreno Bazán \| Delko-Marseille Provence-KTM \| 8 h 52 min 32 s \| \| \| 2.º \| Thomas Lebas \| Kinan Cycling Team \| + 3 s \| \| \| 3.º \| Nikolay Mihaylov \| Delko-Marseille Provence-KTM \| + 15 s \| \| \| 4.º \| Salim Kipkemboi \| Bike Aid \| + 17 s \| \| \| 5.º \| Quentin Pacher \| Vital Concept \| + 33 s \| \| \| 6.º \| Gabriel Reguero \| VIB Sports \| + 41 s \| \| \| 7.º \| Bryan Coquard \| Vital Concept \| + 43 s \| \| \| 8.º \| Eddie van Heerden \| Sudáfrica \| + 47 s \| \| \| 9.º \| Jai Crawford \| Kinan Cycling Team \| + 53 s \| \| \| 10.º \| Delio Fernández \| Delko-Marseille Provence-KTM \| + 55 s \| \| |                   |                              |                 |
| |                   |                              |                 |
| Fuente: ProCyclingStats |                   |                              |                 |
| Clasificación general |                   |                              |                 |
| Ciclista | Ciclista          | Equipo                       | Tiempo          |
| 1.º | Javi Moreno Bazán | Delko-Marseille Provence-KTM | 8 h 52 min 32 s |
| 2.º | Thomas Lebas      | Kinan Cycling Team           | + 3 s           |
| 3.º | Nikolay Mihaylov  | Delko-Marseille Provence-KTM | + 15 s          |
| 4.º | Salim Kipkemboi   | Bike Aid                     | + 17 s          |
| 5.º | Quentin Pacher    | Vital Concept                | + 33 s          |
| 6.º | Gabriel Reguero   | VIB Sports                   | + 41 s          |
| 7.º | Bryan Coquard     | Vital Concept                | + 43 s          |
| 8.º | Eddie van Heerden | Sudáfrica                    | + 47 s          |
| 9.º | Jai Crawford      | Kinan Cycling Team           | + 53 s          |
| 10.º | Delio Fernández   | Delko-Marseille Provence-KTM | + 55 s          |

### Clasificación de la montaña
| Clasificación de la montaña | Clasificación de la montaña | Clasificación de la montaña  | Clasificación de la montaña | Clasificación de la montaña |
| Ciclista                    | Ciclista                    | Equipo                       | Puntos                      |                             |
| --------------------------- | --------------------------- | ---------------------------- | --------------------------- | --------------------------- |
| 1.º                         | Eddie van Heerden           | Sudáfrica                    | 12 pts                      |                             |
| 2.º                         | Thomas Lebas                | Kinan Cycling Team           | 11 pts                      |                             |
| 3.º                         | Oleksandr Polivoda          | Synergy Baku Cycling Project | 10 pts                      |                             |
| 4.º                         | Ken-Levi Eikeland           | Interpro Stradalli           | 10 pts                      |                             |
| 5.º                         | Delio Fernández             | Delko-Marseille Provence-KTM | 6 pts                       |                             |
| 6.º                         | Javi Moreno Bazán           | Delko-Marseille Provence-KTM | 6 pts                       |                             |
| 7.º                         | Salim Kipkemboi             | Bike Aid                     | 4 pts                       |                             |
| 8.º                         | Gabriel Reguero             | VIB Sports                   | 2 pts                       |                             |
| 9.º                         | Davide Rebellin             | Sovac-Natura4Ever            | 2 pts                       |                             |
| 10.º                        | Irwandie Lakasek            | Terengganu Cycling Team      | 2 pts                       |                             |

### Clasificación de los puntos
| Clasificación por puntos | Clasificación por puntos | Clasificación por puntos      | Clasificación por puntos | Clasificación por puntos |
| Ciclista                 | Ciclista                 | Equipo                        | Puntos                   |                          |
| ------------------------ | ------------------------ | ----------------------------- | ------------------------ | ------------------------ |
| 1.º                      | Jakub Mareczko           | Wilier Triestina-Selle Italia | 50 pts                   |                          |
| 2.º                      | Bryan Coquard            | Vital Concept                 | 44 pts                   |                          |
| 3.º                      | Mohd Harrif Saleh        | Terengganu Cycling Team       | 34 pts                   |                          |
| 4.º                      | Luca Pacioni             | Wilier Triestina-Selle Italia | 28 pts                   |                          |
| 5.º                      | Michael Goolaerts        | Verandas Willems-Crelan       | 27 pts                   |                          |
| 6.º                      | Salim Kipkemboi          | Bike Aid                      | 26 pts                   |                          |
| 7.º                      | Javi Moreno Bazán        | Delko-Marseille Provence-KTM  | 21 pts                   |                          |
| 8.º                      | Thomas Lebas             | Kinan Cycling Team            | 20 pts                   |                          |
| 9.º                      | Jérémy Leveau            | Delko-Marseille Provence-KTM  | 18 pts                   |                          |
| 10.º                     | Aidis Kruopis            | Verandas Willems-Crelan       | 18 pts                   |                          |

### Clasificación de los jóvenes
| Clasificación del mejor joven | Clasificación del mejor joven | Clasificación del mejor joven | Clasificación del mejor joven | Clasificación del mejor joven |
| Ciclista                      | Ciclista                      | Equipo                        | Tiempo                        |                               |
| ----------------------------- | ----------------------------- | ----------------------------- | ----------------------------- | ----------------------------- |
| 1.º                           | Salim Kipkemboi               | Bike Aid                      | 8 h 52 min 49 s               |                               |
| 2.º                           | Senne Leysen                  | Verandas Willems-Crelan       | + 2 min 16 s                  |                               |
| 3.º                           | Hamza Mansouri                | Sovac-Natura4Ever             | + 2 min 52 s                  |                               |
| 4.º                           | Alexey Voloshin               | Vino-Astana Motors            | + 2 min 53 s                  |                               |
| 5.º                           | Masahiro Ishigami             | Japón                         | + 2 min 57 s                  |                               |
| 6.º                           | Shoi Matsuda                  | Japón                         | + 3 min 32 s                  |                               |
| 7.º                           | Dilmurdjon Siddikov           | Uzbekistán                    | + 3 min 53 s                  |                               |
| 8.º                           | Ryan Harris                   | Sudáfrica                     | + 5 min 04 s                  |                               |
| 9.º                           | Oussama Mansouri              | Sharjah Team                  | + 5 min 38 s                  |                               |
| 10.º                          | Semyon Sevastyanov            | Uzbekistán                    | + 6 min 22 s                  |                               |

### Clasificación por equipos
| Clasificación por equipos | Clasificación por equipos    | Clasificación por equipos | Clasificación por equipos |
| Equipo                    | Equipo                       | Tiempo                    |                           |
| ------------------------- | ---------------------------- | ------------------------- | ------------------------- |
| 1.º                       | Delko-Marseille Provence-KTM | 26 h 38 min 26 s          |                           |
| 2.º                       | Vital Concept                | + 2 min 05 s              |                           |
| 3.º                       | Bike Aid                     | + 2 min 53 s              |                           |
| 4.º                       | Vérandas Willems-Crelan      | + 4 min 21 s              |                           |
| 5.º                       | Sovac-Natura4Ever            | + 4 min 51 s              |                           |
| 6.º                       | Minsk Cycling Club           | + 5 min 25 s              |                           |
| 7.º                       | VIB Sports                   | + 5 min 32 s              |                           |
| 8.º                       | Sudáfrica                    | + 7 min 34 s              |                           |
| 9.º                       | Japón                        | + 8 min 04 s              |                           |
| 10.º                      | Synergy Baku Project         | + 8 min 15 s              |                           |

## Evolución de las clasificaciones
| Etapa                   | Vencedor                | Clasificación general | Clasificación por puntos | Clasificación de la montaña | Clasificación de los jóvenes | Clasificación por equipos    |
| ----------------------- | ----------------------- | --------------------- | ------------------------ | --------------------------- | ---------------------------- | ---------------------------- |
| 1ª                      | Julien Morice           | Julien Morice         | Julien Morice            | No entregado                | Senne Leysen                 | Vital Concept                |
| 2ª                      | Jakub Mareczko          | Julien Morice         | Jakub Mareczko           | Ken Levi Eikeland           | Senne Leysen                 | Vital Concept                |
| 3ª                      | Salim Kipkemboi         | Javier Moreno         | Salim Kipkemboi          | Eddie van Heerden           | Salim Kipkemboi              | Delko Marseille Provence KTM |
| 4ª                      | Jakub Mareczko          | Javier Moreno         | Jakub Mareczko           | Eddie van Heerden           | Salim Kipkemboi              | Delko Marseille Provence KTM |
| Clasificaciones finales | Clasificaciones finales | Javier Moreno         | Jakub Mareczko           | Eddie van Heerden           | Salim Kipkemboi              | Delko Marseille Provence KTM |

## UCI World Ranking
El Sharjah Tour otorga puntos para el UCI Asia Tour 2018 y el UCI World Ranking, este último para corredores de los equipos en las categorías UCI WorldTeam, Profesional Continental y Equipos Continentales. La siguiente tabla muestra el baremo de puntuación y los corredores que obtuvieron puntos:
| Posición              | 1.º | 2.º | 3.º | 4.º | 5.º | 6.º | 7.º | 8.º | 9.º | 10.º | 11.º | 12.º |
| Clasificación general | 80  | 56  | 32  | 24  | 20  | 16  | 12  | 8   | 7   | 6    | 5    | 3    |
| Por etapa             | 16  | 11  | 6   | 5   | 4   | 2   |     |     |     |      |      |      |
| Líder                 | 8   |     |     |     |     |     |     |     |     |      |      |      |

| Clasificación | Clasificación     | Clasificación                 | Clasificación | Clasificación | Clasificación | Clasificación |
| Posición      | Ciclista          | Equipo                        | General       | Etapa         | Líder         | Total         |
| ------------- | ----------------- | ----------------------------- | ------------- | ------------- | ------------- | ------------- |
| 1.º           | Javier Moreno     | Delko Marseille Provence KTM  | 125           | 3             | 3             | 131           |
| 2.º           | Thomas Lebas      | Kinan                         | 85            | 5             | -             | 90            |
| 3.º           | Salim Kipkemboi   | Bike Aid                      | 60            | 14            | -             | 74            |
| 4.º           | Nikolay Mihaylov  | Delko Marseille Provence KTM  | 70            | -             | -             | 70            |
| 5.º           | Quentin Pacher    | Vital Concept                 | 50            | -             | -             | 50            |
| 6.º           | Bryan Coquard     | Vital Concept                 | 35            | 10            | -             | 45            |
| 7.º           | Gabriel Reguero   | VIB Sports                    | 40            | -             | -             | 40            |
| 8.º           | Eddie van Heerden | Sudáfrica                     | 30            | -             | -             | 30            |
| 9.º           | Jakub Mareczko    | Wilier Triestina-Selle Italia | -             | 28            | -             | 28            |
| 10.º          | Jai Crawford      | Kinan                         | 25            | -             | -             | 25            |